# Túnel rodoviário de São Gotardo

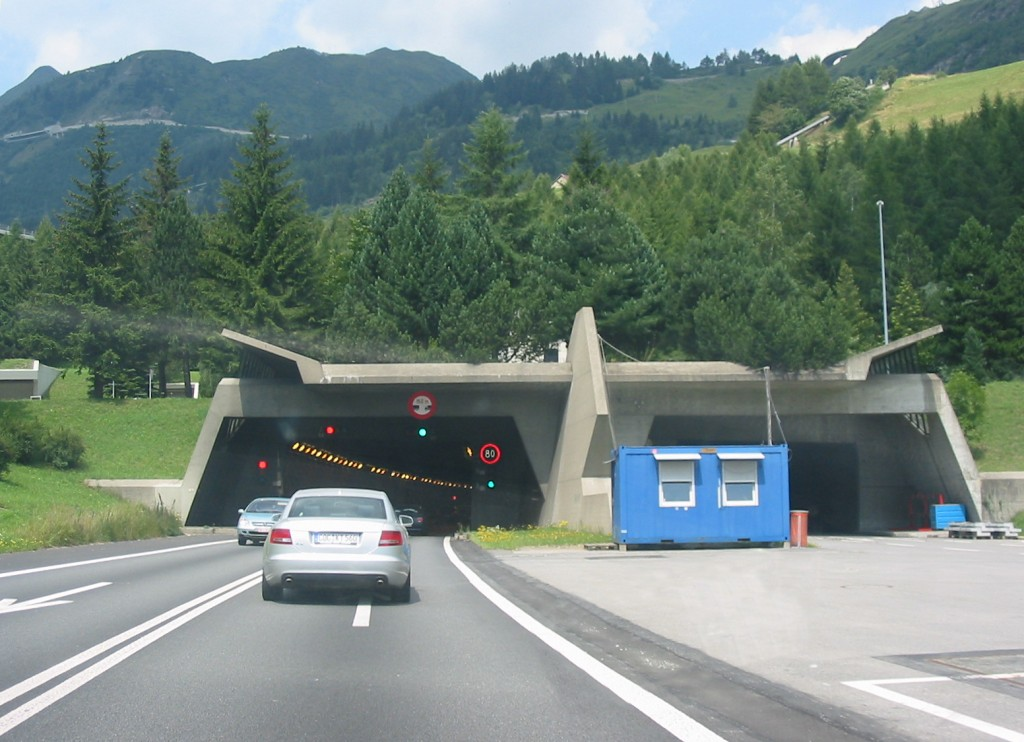
Entrada Sul

O Túnel rodoviário do São Gotardo, na Suíça, com 16,4 km de comprimento é o terceiro maior túnel rodoviário do mundo  - o maior é do Túnel de Lærdal, na Noruega) - e liga Göschenen no cantão de Uri, a norte, com Airolo, no cantão do Ticino a aul.
O túnel foi inaugurado em 5 de setembro de 1980, em resposta  ao aumento constante do tráfego Norte-Sul nesta região dos Alpes, não só do tráfego comercial, mas também do boom turístico em direcção da Itália, pela  auto-estrada A2.

## Características
- Comprimento: 16,9 km
- Túneis: uma de 2 vias (bidireccional)
- Velocidade: 80 km/h
- Tráfego: 6,1 milhões veículos em 2011

## Acidente
Em 24 de Outubro de 2001, ocorreu um acidente no interior do túnel com a colisão de dois caminhões onde morreram onze pessoas, por esse motivo o túnel ficou fechado por dois meses para reparos e limpeza.
Após esse acidente instalou-se um sistema com semáforo para: primeiro, manter uma distância de segurança entre cada veículo que é de 50 metros para os automóveis e de 150 para os caminhões, e segundo, impedir que muitos veículos fiquem dentro do túnel ao mesmo tempo, permitindo a intervenção e evacuação em caso de acidentes. Por conta disso grandes congestionamentos se formam próximo à entrada do túnel no verão europeu. 